# Klasztor w Legnickim Polu
Klasztor w Legnickim Polu – zabytkowy klasztor w miejscowości Legnickie Pole.
Klasztor, obecnie dom opieki społecznej, zbudowany w latach 1723-31, jest częścią zespołu klasztornego benedyktynów, w skład którego wchodzą jeszcze:
- kościół pw. Podwyższenia Krzyża Świętego i św. Jadwigi, parafialny, z lat 1727-31[2]
- park, stworzony po 1738[3]
- zespół  korpusu kadetów, ul. Benedyktynów 2-4[4]:
  - koszary, obecnie dom opieki społecznej, wybudowany w latach 1838-41
  - dom komendanta, obecnie budynek administracji, 1838-41
  - lazaret, obecnie budynek mieszkalno-leczniczy, 1838-41
  - pawilon ogrodowy (klasztorny), obecnie ośrodek  terapii, około 1738
  - szkoła, obecnie budynek mieszkalno-leczniczy, wybudowana w latach 1894-98
  - dom, ul. Benedyktynów 2, 1894-98
  - budynek gospodarczy, ul Benedyktynów 2a, 1894-98
  - dom, ul. św. Jadwigi 4, 1894-98
  - budynek gospodarczy, obecnie przedszkole, 1894-98
  - budynek gospodarczy, filtrownia, 1894-98[1].

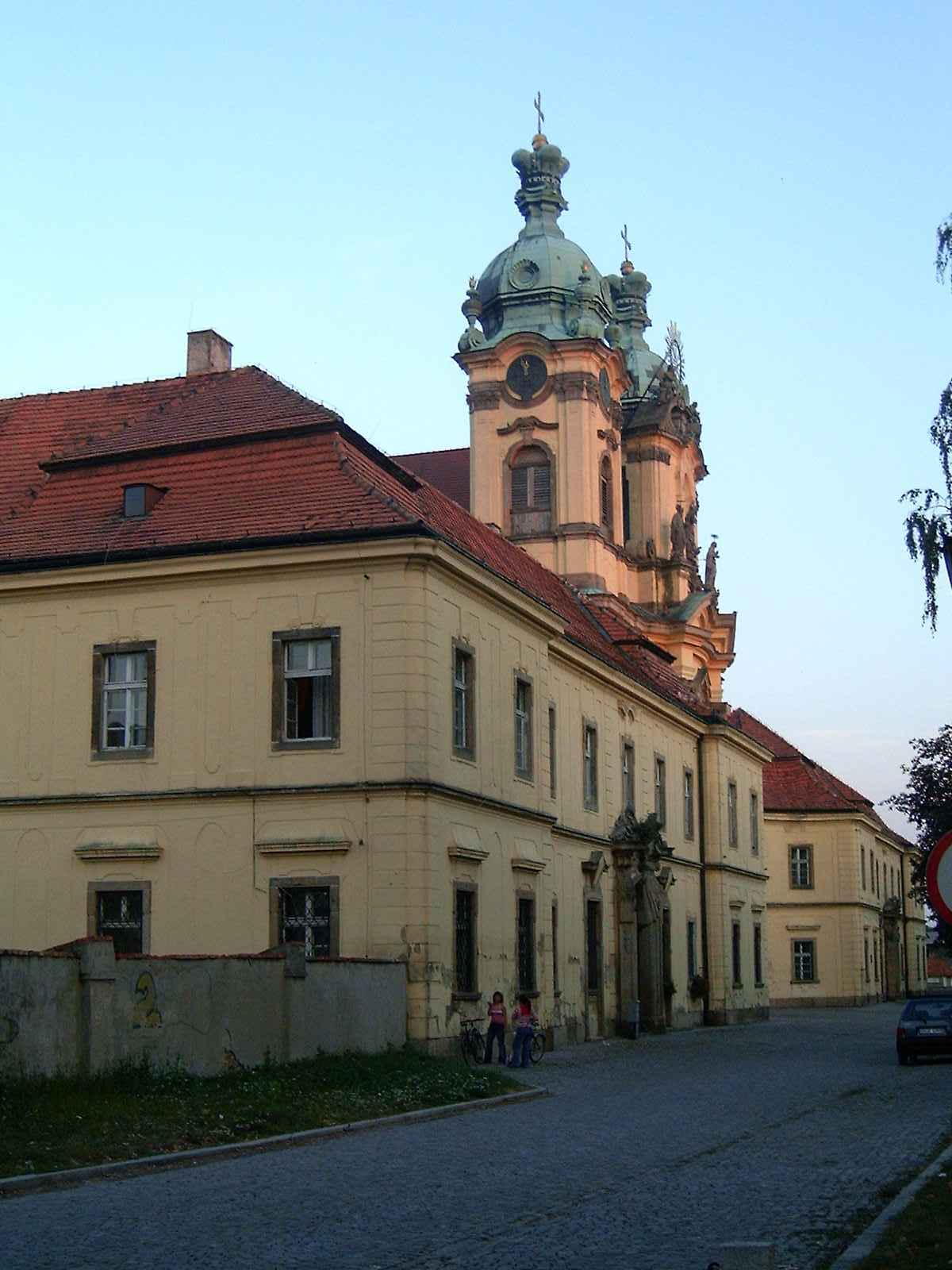
Klasztor
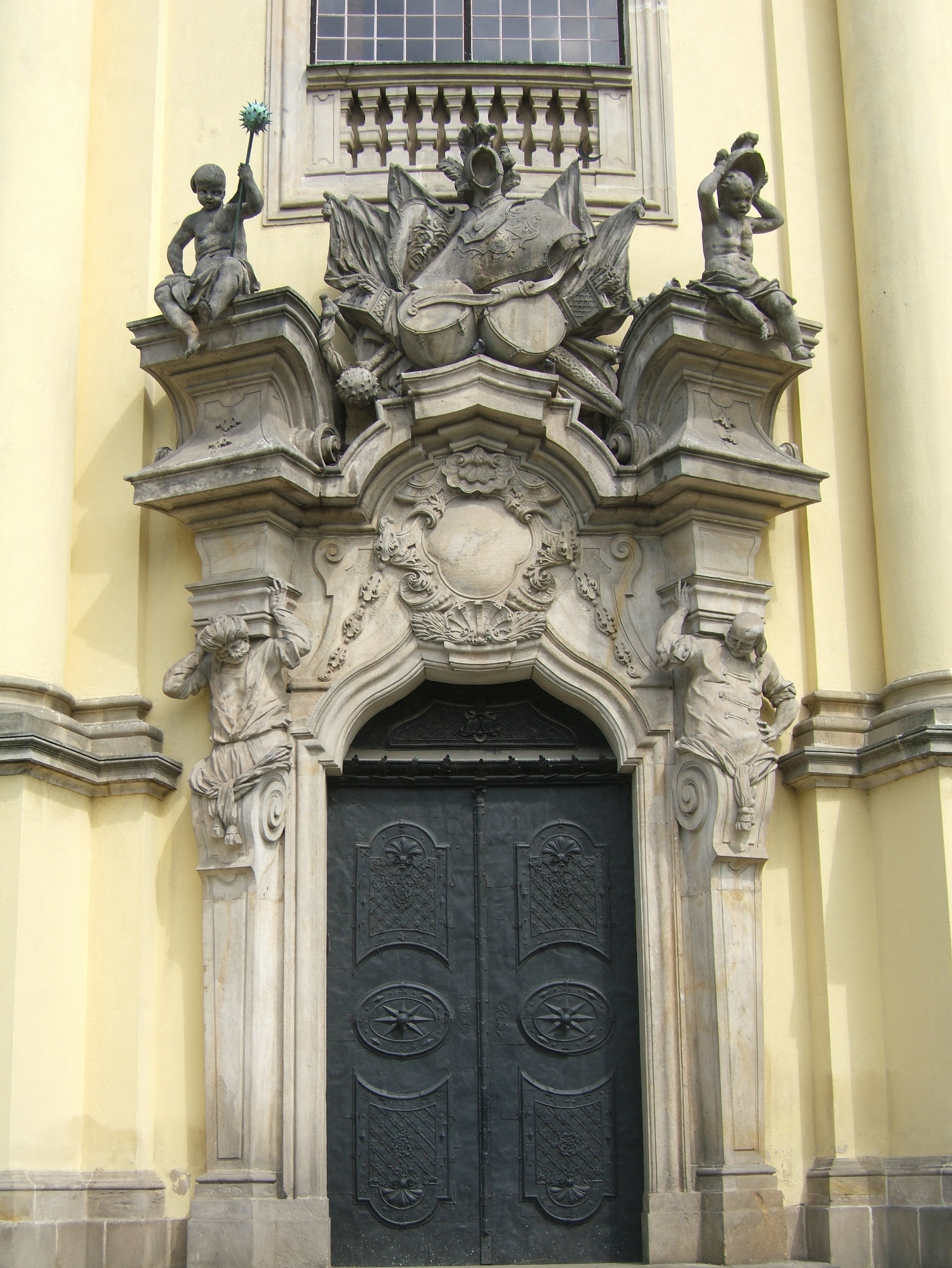
Portal kościoła